# Polychrotidae
Polychrotidae zijn een familie van hagedissen.

## Naam en indeling
De wetenschappelijke naam van de groep werd voor het eerst voorgesteld door Leopold Fitzinger in 1843.
De groep omvat acht soorten in een enkel geslacht, de bonte leguanen (Polychrus). Vroeger werden ook alle anolissen tot deze familie gerekend, maar deze soorten worden tegenwoordig als een aparte familie gezien (Dactyloidae).

## Verspreiding en habitat
Alle soorten zijn boombewoners en komen voor in Midden-Amerika en Zuid-Amerika en leven in de landen Argentinië, Bolivia, Brazilië, Colombia, Costa Rica, Ecuador, Guyana, Honduras, Nicaragua, Panama, Paraguay, Peru en Suriname. De habitat bestaat uit tropische en subtropische bossen.